# Oreste Amici
Oreste Amici (Roma, 11 novembre 1872 – 19 settembre 1930) è stato un pittore e artista italiano.

## Biografia
Oreste Amici nasce a Roma l'11 novembre 1872 e svolge i suoi studi nella sua città natale, formandosi nell'ambiente dei pittori capitolini. Frequenta i corsi di pittura di Cesare Mariani (1826 - 1901) nell'Istituto delle Belle Arti di Roma, e di Raffaello Ojetti (1845 - 1924), nella Scuola di Decorazione Pittorica del Museo Artistico Industriale di Roma frequentata dal 1891 al 1893, eseguendo vari lavori di composizione e per i quali riportò menzioni onorevoli.

### Attività artistica
La sua attività artistica riflette la genialità e la versatilità del suo talento che lo porteranno a prediligere sì la pittura quale sua arte principale, ma anche a sperimentare con diversi materiali la sua arte decorativa.
La sua ecletticità si manifesterà anche nei soggetti: alla pittura a sfondo religioso, si alterneranno sperimentazioni geometriche influenzate dalla tradizione celtica, l'amore per il paesaggio e la natura, e il profondo studio del soggetto umano, in specie il nudo e il ritratto.
Formatosi a Roma, sua città natale, l'artista viaggia moltissimo in Italia e in Europa anche se le sue testimonianze più importanti si concentreranno intorno alla Capitale e in Irlanda.
In Italia, in particolare nell'ambiente capitolino, il pittore si muove vicino agli alti ambienti clericali. È del 1897 il ritratto del cardinale Domenico Jacobini, donata alla Primaria Associazione Olica Artistica ed Operaia di Carità reciproca in Roma ed esposta nella sala di Presidenza a ricordo del fondatore e protettore dell'ente. Nell'anno 1899 gli viene commissionato un'opera di decorazione figurativa nel Grande Hotel Frascati di proprietà della famiglia Zuccala. Nello stesso anno lavora su La Via Crucis per il Pontificio Collegio Irlandese di Roma.
In Irlanda eseguirà alcuni dei lavori più importanti della sua carriera a seguito di alte committenze clericali. Il lavoro più importante fu sicuramente quello eseguito presso la Cattedrale di San Patrizio, Armagh del 1904. Si occupò, nei primi anni del Novecento, dell'importante e completo rinnovamento degli interni della Arcidiocesi di Armagh, in Irlanda. L'imponente lavoro di rinnovamento stilistico della importante Cattedrale di Armagh fu fortemente voluto dal Cardinale Michael Logue (1887-1924). Il cardinale, effettuò un viaggio in Italia assieme al suo architetto per cercare tra le "botteghe" di Roma gli artisti da incaricare per il suo progetto.
Oreste Amici realizzò la pittura dell'intero soffitto della cattedrale con bellissimi e ricercati dipinti ad olio, la tonalità di fondo è del colore di una morbida terracotta in armonia con i mosaici murali.
La cattedrale fu solennemente inaugurata il 20 luglio 1904.
Il suo nome è inserito nel Dictionary of Irish Architects 1870-1940.
Nell'ambito di altri lavori del periodo irlandese, abbiamo evidenza che è suo il disegno di uno dei primissimi esemplari dei tappeti Donegal Carpet. Si tratta di un piccolo tappeto con motivi ornamentali con simboli celtici regalato dal fondatore della Donegal, Alexander Morton alla St Eunan's Cathedral, Letterkenny County, Donegal nel 1901 per la sua inaugurazione.